# Indianapolis 500 1926
Das 14. Indianapolis 500 (offiziell 14th 500 Mile International Sweepstakes Race) auf dem Indianapolis Motor Speedway fand am 31. Mai 1926 statt.

## Das Rennen
Das Rennen ging über eine Distanz von 200 Runden à 4,023 km, was einer Gesamtdistanz von 804,672 km entspricht. Aus der Pole-Position startete Earl Cooper mit einer Vierrunden-Durchschnittszeit von 5:22.19 Min. oder 111,735 mph (179,82 km/h). Das Rennen war der fünfte Lauf zur AAA-Saison 1926. Regen stoppte das Rennen in der 72. Runde, die Strecke trocknete nach rund einer Stunde wieder ab und das Rennen ging weiter.  Ab der 160 Runde begann es erneut zu regnen, das Rennen wurde nach 400-Meilen gestoppt und nicht mehr gestartet.

## Ergebnisse

### Startaufstellung
| Reihe | Innen           | Mitte           | Außen           |
| ----- | --------------- | --------------- | --------------- |
| 1     | Earl Cooper     | Harry Hartz     | Leon Duray      |
| 2     | Dave Lewis      | Phil Shafer     | Jules Ellingboe |
| 3     | Bennett Hill    | Frank Elliott   | Bon McDougall   |
| 4     | William Shattuc | Cliff Durant    | Tony Gulotta    |
| 5     | Fred Comer      | Cliff Woodbury  | Ralph Hepburn   |
| 6     | Norman Batten   | Douglas Hawkes  | Ben Jones       |
| 7     | Albert Guyot    | Frank Lockhart  | Thane Houser    |
| 8     | Steve Nemesh    | Ernest Eldridge | Lora Corum      |
| 9     | Jack McCarver   | Fred Lecklider  | Peter DePaolo   |
| 10    | John Duff       |                 |                 |

### Schlussklassement
| Pos. | Nr. | Name                | Chassis    | Motor       | Zeit/Rückstand             | Qualifikation ø 4 Rd. mph | Start |
| ---- | --- | ------------------- | ---------- | ----------- | -------------------------- | ------------------------- | ----- |
| 1    | 15  | Frank Lockhart (R)  | Miller     | Miller      | 4:10:14.95 Std. 95,904 mph | 95,780                    | 20    |
| 2    | 3   | Harry Hartz         | Miller     | Miller      | 158 Rd.                    | 109,542                   | 2     |
| 3    | 36  | Cliff Woodbury (R)  | Miller     | Miller      | 158                        | 105,109                   | 14    |
| 4    | 8   | Fred Comer          | Miller     | Miller      | 155                        | 100,612                   | 13    |
| 5    | 12  | Peter DePaolo (W)   | Duesenberg | Duesenberg  | 153                        | 96,709                    | 27    |
| 6    | 6   | Frank Elliott       | Miller     | Miller      | 152                        | 105,873                   | 8     |
| 7    | 14  | Norman Batten (R)   | Miller     | Miller      | 151                        | 101,428                   | 16    |
| 8    | 19  | Ralph Hepburn       | Miller     | Miller      | 151                        | 102,517                   | 15    |
| 9    | 18  | John Duff (R)       | Miller     | Miller      | 147                        | 95,549                    | 28    |
| 10   | 4   | Phil Shafer         | Miller     | Miller      | 146                        | 106,647                   | 5     |
| 11   | 31  | Tony Gulotta (R)    | Miller     | Miller      | 142                        | 102,789                   | 12    |
| 12   | 16  | Bennett Hill        | Miller     | Miller      | 136                        | 105,876                   | 7     |
| 13   | 33  | Thane Houser (R)    | Miller     | Miller      | 102                        | 93,672                    | 21    |
| 14   | 27  | Douglas Hawkes      | Eldridge   | Anzani      | 91 (Nockenwelle)           | 94,977                    | 17    |
| 15   | 1   | Dave Lewis          | Miller     | Miller      | 91 (Ventile)               | 107,009                   | 4     |
| 16   | 5   | Earl Cooper         | Miller     | Miller      | 73 (Kraftübertragung)      | 111,735                   | 1     |
| 17   | 9   | Cliff Durant        | Fengler    | Locomobile  | 60 (Benzintankleck)        | 104,855                   | 11    |
| 18   | 29  | Ben Jones (R)       | Duesenberg | Duesenberg  | 54 (Unfall)                | 92,142                    | 18    |
| 19   | 26  | Ernest Eldridge (R) | Eldridge   | Anzani      | 45 (Lenkung)               | 89,777                    | 23    |
| 20   | 23  | L. L. Corum (W)     | Schmidt    | Argyll      | 44 (Stoßdämpfer)           | 88,849                    | 24    |
| 21   | 24  | Steve Nemesh (R)    | Schmidt    | Argyll      | 41 (Kraftübertragung)      | 92,937                    | 22    |
| 22   | 7   | Jules Ellingboe     | Miller     | Miller      | 39 (Batterie)              | 106,376                   | 6     |
| 23   | 10  | Leon Duray          | Fengler    | Locomobile  | 33 (Aufhängung)            | 109,186                   | 3     |
| 24   | 17  | Fred Lecklider (R)  | Miller     | Miller      | 24 (Defekt)                | 100,398                   | 26    |
| 25   | 28  | Jack McCarver (R)   | Ford T     | Fronty-Ford | 23 (Defekt)                | 86,418                    | 25    |
| 26   | 34  | Bon MacDougall (R)  | Miller     | Miller      | 19 (Ventile)               | 105,180                   | 9     |
| 27   | 22  | W. E. Shattuc       | Miller     | Miller      | 15 (Ventile)               | 104,977                   | 10    |
| 28   | 39  | Albert Guyot        | Schmidt    | Argyll      | 8 (Motor)                  | 88,580                    | 19    |

(W)=früherer Gewinner / (R)=Rookie / alle Starter auf Firestone-Reifen

### Führungsrunden
| Fahrer         | Anzahl |
| -------------- | ------ |
| Frank Lockhart | 95     |
| Dave Lewis     | 43     |
| Phil Shafer    | 16     |
| Harry Hartz    | 6      |